# Patricia Demick
Patricia Demick (Viña del Mar, 27 de enero de 1976), conocida también como Patricia Falfan, es una ex boxedora chilena, nacionalizada estadounidense. Fue considerada la primera persona chilena en ganar un campeonato mundial de boxeo, masculino o femenino, pero finalmente los jueces ratificaron a su rival como campeona.

## Biografía
Además del boxeo ha incursionado en el modelaje, posando para varias revistas y canales de televisión y fue considerada un símbolo sexual. Tiene nacionalidad estadounidense tras casarse con su entrenador que tiene esa nacionalidad.
Su carrera profesional comenzó en 1999 y en 2001 combatió por el título mundial en medio de una polémica ya que había sido un empate y la francesa Valerie Henin retuvo su título. Su siguiente pelea fue más polémica aún, desafió a Karla Redo y fue declarada campeona después de ocho rondas.
Demick hizo historia para el boxeo chileno esa noche, pero su alegría solo duró un par de horas, ya que se descubrió que los jueces habían errado en sus tableros, por lo que en última instancia, Demick terminó perdiendo la lucha.
El boxeo tiene ciertas reglas de protocolo. En el boxeo de mujeres, cualquiera que haya celebrado un título mundial, no importa por cuánto tiempo, tiene que ser reconocido como campeón del mundo. Es por esa razón que Patricia es considerada campeona del mundo, aunque perdió en la final.
Después de la disputa de ese campeonato ha ganado 2 de las tres peleas que ha disputado. Actualmente tiene un récord de 8 victorias, 4 derrotas, y un empate, con 5 victorias K.O.